# كأس علي محسن المريسي
كأس علي محسن المريسي كانت مسابقة كرة قدم جماعية يديرها الاتحاد اليمني لكرة القدم، سمي الكأس باسم لاعب الكرة اليمني علي محسن المريسي

## نهائيات
| الموسم | الفائز      | أحرز هدفا | المركز الثاني |
| ------ | ----------- | --------- | ------------- |
| 2003   | نادي التلال | 1 - 0     | نادي الصقر    |

## روابط خارجية
- Ali Muhsin al-Murisi Cup results RSSSF